# 米里贝勒 (德龙省)
米里贝勒（法語：Miribel，法語發音：[miʁibɛl] ⓘ）是法国德龙省的一个旧市镇，属于瓦朗斯区。2019年，米里贝勒与临近的2个市镇合并为新市镇瓦莱尔巴斯。

## 地理
米里贝勒（45°11'57"N, 5°6'39"E）面积6.55 平方千米，位于法国奥弗涅-罗讷-阿尔卑斯大区德龙省，该省份为法国东南部内陆省份，北起顺时针与伊泽尔省、上阿尔卑斯省、上普罗旺斯阿尔卑斯省、沃克吕兹省和阿尔代什省接壤。
与米里贝勒接壤的市镇（或旧市镇、城区）包括：克雷波勒、蒙里戈、圣博内-德瓦尔克莱里约、圣克里斯托夫和勒拉里斯、圣洛朗多奈。
米里贝勒的时区为UTC+01:00、UTC+02:00（夏令时）。

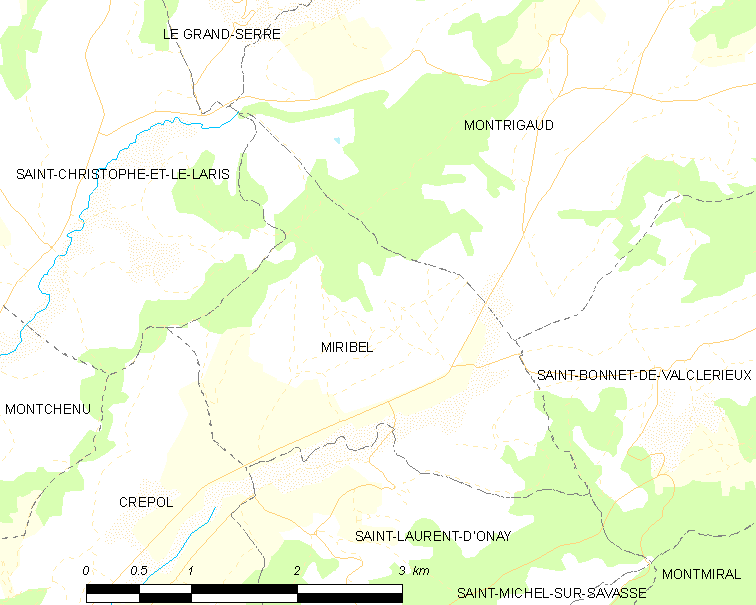
米里贝勒的OSM定位图

## 行政
米里贝勒的邮政编码为26350，INSEE市镇编码为26184。

## 政治
米里贝勒所属的省级选区为丘陵德龙县。

## 人口

1962-2008年间米里贝勒人口变化图示

米里贝勒于2018年1月1日时的人口数量为297人。